# ベヴェリーノ
ベヴェリーノ（伊: Beverino）は、イタリア共和国リグーリア州ラ・スペツィア県にある、人口約2,300人の基礎自治体（コムーネ）。

## 地理

### 位置・広がり
ラ・スペツィア県中部に所在する。

#### 隣接コムーネ
隣接するコムーネは以下の通り。
- ボルゲット・ディ・ヴァーラ
- カーリチェ・アル・コルノヴィーリオ
- フォッロ
- ピニョーネ
- リッコ・デル・ゴルフォ・ディ・スペーツィア
- ロッケッタ・ディ・ヴァーラ
- ヴェルナッツァ

### 地震分類
イタリアの地震リスク階級 (it) では、3 に分類される
。

## 行政

### 分離集落
ベヴェリーノには、以下の分離集落（フラツィオーネ）がある。
- Beverino Castello, Bracelli, Castiglione Vara, Cavanella Vara, Corvara, Padivarma (sede comunale)